# Celas (Vinhais)
Celas es una freguesia portuguesa del municipio de Vinhais, con 36,75 km² de superficie y 365 habitantes (2001). Su densidad de población es de 9,9 hab/km².